# Brigitta Callens
Pour les articles homonymes, voir Callens.
Brigitta Callens, surnommée Gita, née le 28 septembre 1980 à Audenarde, est une raja yogini et top modèle belge qui a commencé sa carrière en tant que Miss Belgique et a ensuite posé en tant que top modèle et yogini pour des magazines de la santé et des produits bio qui respecte l'environnement. Elle est de formation naturopathe, éducateur et praticien de santé et du yoga.